# (38294) 1999 RM85
1999 RM85 (asteroide 38294) é um asteroide da cintura principal. Possui uma excentricidade de 0.06994390 e uma inclinação de 2.66173º.
Este asteroide foi descoberto no dia 7 de setembro de 1999 por LINEAR em Socorro.